# Rylie Mills
Rylie Mills (Lake Bluff, 20 agosto 2001) è un giocatore di football americano statunitense che milita nel ruolo di defensive tackle per i Seattle Seahawks della National Football League (NFL).

## Primi anni
Mills frequentó la Lake Forest High School di Lake Forest, Illinois, dove competé anche nel lancio del martello e nel lancio del disco. Si impegnò con l’Università di Notre Dame per giocare nel college football e si iscrisse all’inizio della primavera 2020.

## Carriera universitaria
Nella sua prima stagione con i Notre Dame Fighting Irish nel 2020, Mills disputò 9 partite, giocando la prima gara come titolare nel Rose Bowl contro Alabama. Nel 2022 disputò tutte le 13 partite, facendo registrare 24 tackle. Nel 2023 fece registrare 47 placcaggi e 2,5 sack. Nel 2024 fu inserito nella seconda formazione All-American dopo avere disputato 13 partite come titolare, con 37 tackle e 7,5 sack. Notre Dame giunse fino alla finale dei College Football Playoff, dove fu sconfitta da Ohio State.
Statistiche
| Anno     | Gare | Gare | Tackle | Tackle | Tackle | Tackle | Intercetti | Intercetti | Intercetti | Intercetti | Fumble | Fumble | Fumble |
| Anno     | P    | PT   | Tot.   | Sol.   | Ass.   | Sack   | PD         | Int        | Yd         | TD         | FF     | FR     | TD     |
| -------- | ---- | ---- | ------ | ------ | ------ | ------ | ---------- | ---------- | ---------- | ---------- | ------ | ------ | ------ |
| 2020     | 10   | 1    | 7      | 2      | 5      | 0,5    | 0          | 0          | 0          | 0          | 0      | 0      | 0      |
| 2021     | 13   | 0    | 16     | 8      | 8      | 3,0    | 0          | 0          | 0          | 0          | 0      | 0      | 0      |
| 2022     | 13   | 9    | 24     | 8      | 16     | 3,5    | 0          | 0          | 0          | 0          | 0      | 0      | 0      |
| 2023     | 13   | 13   | 47     | 22     | 25     | 2,5    | 0          | 0          | 0          | 0          | 0      | 2      | 0      |
| 2024     | 13   | 13   | 37     | 19     | 18     | 7,5    | 0          | 0          | 0          | 0          | 0      | 0      | 0      |
| Carriera | 62   | 36   | 131    | 59     | 72     | 17,0   | 0          | 0          | 0          | 0          | 0      | 2      | 0      |

## Carriera professionistica

### Seattle Seahawks
Mills fu scelto nel corso del quinto giro (142º assoluto) del Draft NFL 2025 dai Seattle Seahawks.